# 1922 w literaturze

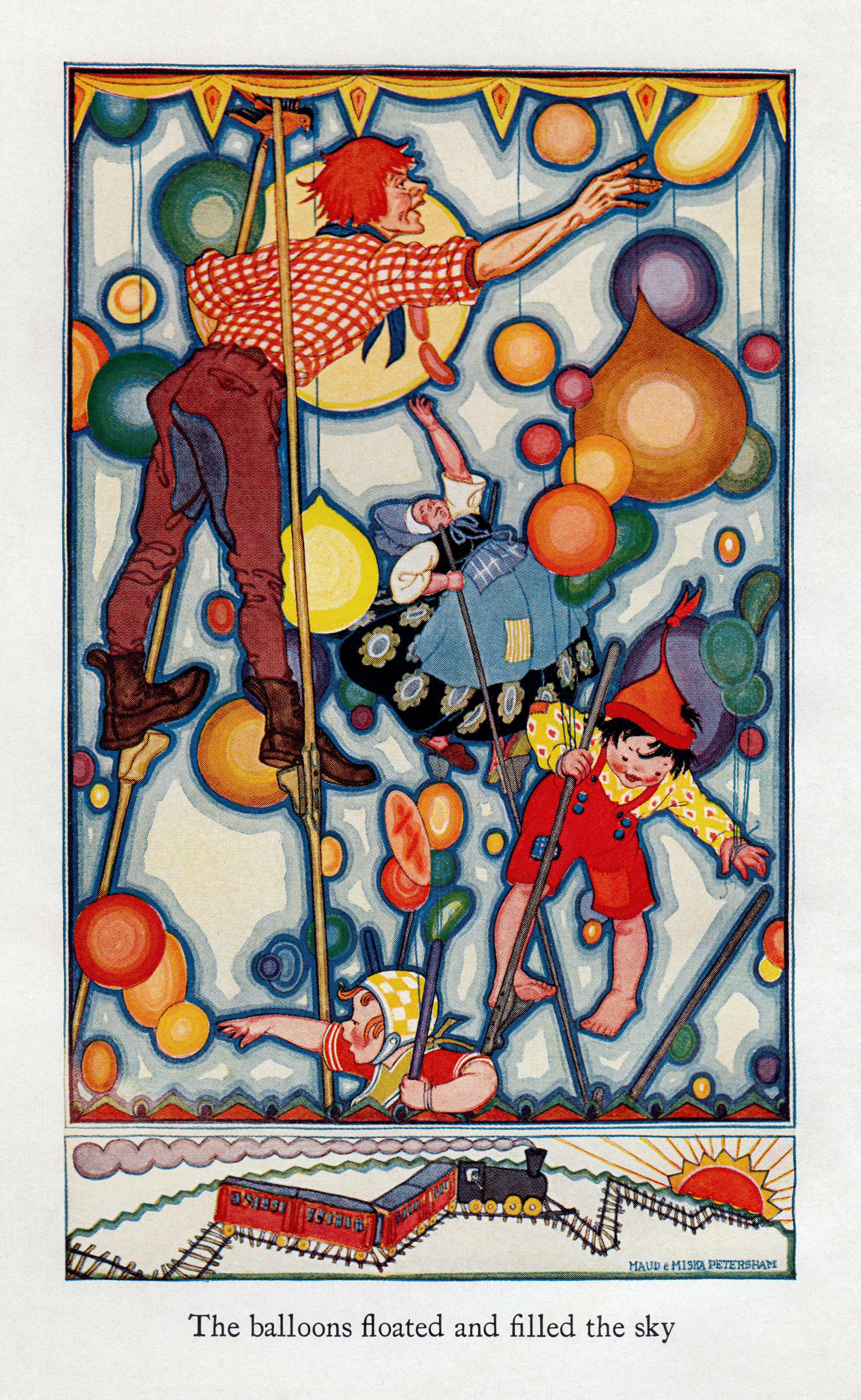
Okładka Rootabaga Stories Carla Sandburga

Wydarzenia literackie w 1922 roku.

## Wydarzenia
- polskie
  - Tadeusz Peiper założył czasopismo „Zwrotnica”.
  - Awangarda Krakowska rozpoczęła swoją działalność.
  - Ukazuje się drugi i ostatni numer czasopisma futurystów „Nowa Sztuka”.
- zagraniczne
  - w Nowym Jorku powstało czasopismo The Reader’s Digest

## Nowe książki (proza beletrystyczna i literatura faktu)
- polskie
  - Zygmunt Bartkiewicz – Historia jednego podwórza (Gebethner i Wolff)[1]
  - Juliusz Kaden-Bandrowski – Generał Barcz
  - Włodzimierz Perzyński – Z legend współczesnej Polski
  - Stefan Żeromski – Wiatr od morza
- zagraniczne
  - Agatha Christie – Tajemniczy przeciwnik (The Secret Adversary)
  - Roger Martin du Gard
    - Pokuta (Le pénitencier)
    - Szary zeszyt (Le cahier gris)

  - Hermann Hesse – Wilk stepowy
  - James Joyce – Ulisses
  - Sinclair Lewis – Babbitt
- wydania polskie tytułów zagranicznych

## Wywiady
- polskie
- zagraniczne
- wydania polskie tytułów zagranicznych

## Dzienniki, autobiografie, pamiętniki
- polskie
- zagraniczne
- wydania polskie tytułów zagranicznych

## Nowe eseje, szkice i felietony
- polskie
- zagraniczne
- wydania polskie tytułów zagranicznych

## Nowe dramaty
- polskie
  - Stanisław Ignacy Witkiewicz – Jan Maciej Karol Wścieklica
- zagraniczne
- wydania polskie tytułów zagranicznych

## Nowe poezje
- polskie
  - Maria Pawlikowska-Jasnorzewska – Niebieskie migdały
  - Kazimiera Iłłakowiczówna – Śmierć Feniksa
  - Leopold Staff – Żywiąc się w locie
- zagraniczne
  - Thomas Stearns Eliot – Ziemia jałowa (The Waste Land)
  - Osip Mandelsztam – Tristia
  - Boris Pasternak – Życie – moja siostra (Сестра моя – жизнь)
  - Paul Valéry – Uroki (Charmes)
  - William Carlos Williams – Wiosna i wszystko (Spring and All)
- wydania polskie tytułów zagranicznych
- zagraniczne antologie
- wydane w Polsce wybory utworów poetów obcych
- wydane w Polsce antologie poezji obcej

## Nowe prace naukowe, biografie i kalendaria
- zagraniczne
  - Muhammad Raszid Rida – Al-Chilafa au al-imama al-uzma
  - Oswald Spengler – Zmierzch Zachodu, tom II (tom pierwszy ukazał się w 1918 roku).

## Urodzili się
- 1 stycznia – Alois Vogel, austriacki pisarz i poeta (zm. 2005)
- 2 stycznia
  - Błaga Dimitrowa, bułgarska poetka i tłumaczka (zm. 2003)
  - Konstanty Jeleński, polski eseista i publicysta (zm. 1987)
- 3 stycznia – Ágnes Nemes Nagy, węgierska poetka, eseistka, tłumaczka literatury, redaktorka (zm. 1991)
- 7 stycznia – Anna Pogonowska, polska poetka (zm. 2005)
- 20 stycznia – Janusz Przymanowski, polski pisarz, scenarzysta i tłumacz (zm. 1998)
- 24 stycznia – Daniel Boulanger, francuski prozaik i poeta (zm. 2014)
- 27 stycznia – Andrzej Trzebiński, polski poeta, dramaturg, krytyk literacki i publicysta (zm. 1943)
- 1 lutego – Bogumił Andrzejewski, polski poeta (zm. 1994)
- 8 lutego – Tadeusz Gajcy, polski poeta (zm. 1944)
- 10 lutego – Árpád Göncz, węgierski pisarz i tłumacz literatury anglojęzycznej (zm. 2015)
- 19 lutego – Władysław Bartoszewski, polski publicysta i pisarz (zm. 2015)
- 20 lutego – Zofia Garbaczewska-Pawlikowska, polska poetka i malarka (zm. 2017)
- 5 marca – Pier Paolo Pasolini, włoski pisarz, poeta (zm. 1975)
- 8 marca
  - Heinar Kipphardt, niemiecki prozaik, poeta i dramaturg (zm. 1982)
  - Shigeru Mizuki(inne języki), japoński autor mang (zm. 2015)
- 12 marca – Jack Kerouac, amerykański powieściopisarz i poeta kanadyjskiego pochodzenia (zm. 1969)
- 20 marca – Stanisława Grabska, polska publicystka, autorka książek eseistycznych z zakresu teologii (zm. 2008)
- 31 marca – Włodzimierz Marczak, polski prozaik i poeta (zm. 2016)
- 2 kwietnia – Zenia Larsson, polsko-szwedzka pisarka i rzeźbiarka żydowskiego pochodzenia (zm. 2007)
- 13 kwietnia – John Braine, angielski pisarz (zm. 1986)
- 15 kwietnia – Jan Sztern, polski poeta (zm. 2013)
- 16 kwietnia
  - Kingsley Amis, brytyjski pisarz, poeta, krytyk literacki i wydawca (zm. 1995)
  - Samuel Youd, brytyjski pisarz science-fiction (zm. 2012)
- 21 kwietnia – Alistair MacLean, brytyjski autor powieści sensacyjnych (zm. 1987)
- 22 kwietnia – Guillermo Cabrera Infante, kubański pisarz, eseista i tłumacz (zm. 2005)
- 27 kwietnia – Martin Gray, polsko-francuski pisarz (zm. 2016)
- 8 maja – Czesław Chruszczewski, polski autor fantastyki (zm. 1982)
- 11 maja – Manuel de Diéguez(inne języki), francuski pisarz (zm. 2019)
- 15 maja – Piotr Guzy, polski pisarz (zm. 2018)
- 22 maja – José Craveirinha, mozambicki poeta (zm. 2003)
- 24 maja – Annemarie Bostroem, niemiecka poetka i dramatopisarka (zm. 2015)
- 30 maja – Hal Clement, amerykański pisarz s-f (zm. 2003)
- 6 czerwca – Jerzy Broszkiewicz, polski pisarz (zm. 1993)
- 13 czerwca – Etienne Leroux, pisarz południowoafrykański (zm. 1989)
- 26 czerwca – Antoni Strzelbicki, polski pisarz, reportażysta, tłumacz (zm. 2002)
- 30 czerwca – Miron Białoszewski, polski poeta, prozaik i dramatopisarz (zm. 1983)
- 15 lipca – Jean-Pierre Richard, francuski literaturoznawca i krytyk literacki (zm. 2019)
- 17 lipca – Donald Davie, brytyjski poeta i badacz literatury (zm. 1995)
- 26 lipca – Chairil Anwar, indonezyjski poeta (zm. 1949)
- 5 sierpnia – Stanisław Benski, polski prozaik (zm. 1988)
- 8 sierpnia
  - Alberto Granado, argentyński pisarz (zm. 2011)
  - Adam Włodek, polski poeta, redaktor i tłumacz (zm. 1986)
- 9 sierpnia – Philip Larkin, angielski pisarz i poeta (zm. 1985)
- 18 sierpnia – Alain Robbe-Grillet, francuski powieściopisarz i eseista (zm. 2008)
- 1 września – Melvin Laird, amerykański pisarz (zm. 2016)
- 9 września – Bernard Bailyn(inne języki), amerykański historyk i autor (zm. 2020)
- 13 września – Jolanta Sell, polska tłumaczka literatury francuskiej (zm. 2006)
- 19 września
  - Elsa Joubert(inne języki), południowoafrykańska pisarka (zm. 2020)
  - Damon Knight, amerykański pisarz, redaktor, wydawca i krytyk (zm. 2002)
- 4 października – Adam Hollanek, polski pisarz i publicysta (zm. 1998)
- 18 października – Zofia Romanowiczowa, polska pisarka i tłumaczka (zm. 2010)
- 26 października – Hans Peterson, szwedzki pisarz dla dzieci (zm. 2022)
- 28 października – Alina Słapczyńska, polska reportażystka (zm. 2021)
- 4 listopada – Maria Żmigrodzka, polska krytyczka i historyczka literatury (zm. 2000)
- 6 listopada – Artur Międzyrzecki, polski poeta, tłumacz literatury francuskiej i anglosaskiej (zm. 1996)
- 11 listopada – Kurt Vonnegut, amerykański pisarz (zm. 2007)
- 12 listopada – Tadeusz Borowski, polski poeta (zm. 1951)
- 16 listopada – José Saramago, portugalski pisarz, laureat Nagrody Nobla (zm. 2010)
- 26 listopada – Charles Schulz, amerykański autor komiksów (zm. 2000)
- 29 listopada – Saturnina Wadecka, polska pisarka (zm. 1998)
- 30 listopada – Józef Szczepański, polski poeta, powstaniec warszawski (zm. 1944)
- 10 grudnia – Jerzy Roman Krzyżanowski, polski literaturoznawca, pisarz i publicysta (zm. 2017)
- 11 grudnia – Grace Paley, amerykańska pisarka i poetka (zm. 2007)
- 24 grudnia – Jonas Mekas, amerykański pisarz litewskiego pochodzenia (zm. 2019)
- 29 grudnia – William Gaddis, amerykański pisarz (zm. 1998)
- Austin Wright, amerykański pisarz (zm. 2003)

## Zmarli
- 27 stycznia – Giovanni Verga, włoski pisarz (ur. 1840)
- 28 czerwca – Wielimir Chlebnikow, rosyjski poeta i prozaik (ur. 1885)
- 8 lipca – Ōgai Mori, japoński pisarz, dramaturg, poeta, tłumacz literatury europejskiej (ur. 1862)
- 2 września – Henry Lawson, australijski pisarz i poeta (ur. 1867)
- 10 września – Wilfrid Scawen Blunt, angielski poeta (ur. 1840)
- 30 października – Géza Gárdonyi, węgierski pisarz, poeta i dziennikarz (ur. 1863)
- 18 listopada – Marcel Proust, francuski pisarz (ur. 1871)
- 24 listopada – Robert Erskine Childers, irlandzki pisarz (ur. 1870)
- 13 grudnia – Hannes Hafstein, islandzki poeta (ur. 1861)

## Nagrody
- Nagroda Nobla – Jacinto Benavente
- Prix Femina – Jacques de Lacretelle za Silbermann